# Cord Degenhard
Cord Degenhard (* 1950) ist ein deutscher Politiker (Bündnis Deutschland, davor BiW). Seit Juni 2023 ist er Mitglied der Bremischen Bürgerschaft.

## Biographie
Degenhard ist Lehrer im Ruhestand. Er ist ehemaliges CDU-Mitglied.

### Politik
Degenhard saß 16 Jahre im Beirat Bremen-Vegesack. Er trat bei der Bürgerschaftswahl in Bremen 2007 erfolglos im Wahlbereich Bremen-Vegesack als Kandidat für die CDU an und besetzte den Listenplatz 52.  Im Januar 2012 trat er aus der CDU aus und in die Partei BIW, die im September 2023 durch eine Fusion in das Bündnis Deutschland aufging, ein. Bei der Bürgerschaftswahl 2023 wurde er als Kandidat der BIW im Wahlbereich Bremen-Vegesack mit 1319 Stimmen in die Bremische Bürgerschaft gewählt. Er stand auf Listenplatz 4.
Degenhard ist Mitglied im Ausschuss für Bundes- und Europaangelegenheiten, internationale Kontakte und Entwicklungszusammenarbeit sowie in der Städtischen Deputation für Inneres.

## Politische Positionen
Degenhard ist sehr aktiv auf Facebook und veröffentlicht dort seine Meinung zu politischen Themen. Die Grünen seien für ihn die „neuen Faschisten“, eine „Endzeitsekte“ und „Totengräber des Landes“. Robert Habeck „gehöre vor Gericht“ und Außenministerin Annalena Baerbock sei „eine Kriegstreiberin“. Hans-Georg Maaßen bezeichnete er dagegen als klugen Mann. Auch Sahra Wagenknecht und Alice Weidel lobte er in Kommentaren und Videos. Er war ein Unterstützer der Ukraine-Petition von Sahra Wagenknecht und Alice Schwarzer und machte auf seinem Facebook-Profil Werbung für diese. Kanzler Olaf Scholz bezeichnete er als „einen dummen Menschen“.